# Bela Palanka
Bela Palanka (srpski: Бела Паланка/Bela Palanka) je grad u Pirotskom okrugu u Srbiji. Središte je istoimene općine Bele Palanke.
U antici se naselje zvalo Remesiana, a pripadalo je rimskoj provinciji Dacia Mediterranea. Do 414. u njoj je biskup bio Niketas (latinski: Nicetas, za istočne crkve Nikita), autor više crkvenih himana, među kojima je i ''Te Deum''), dugo pripisivan 2002. svetima Ambroziju odnosno Augustinu.

## Stanovništvo
Prema popisu stanovništva iz 2002. godine općina je imala 8.626 stanovnika, dok je prema popisu iz 1991. godine imala 8.347 stanovnika.
Kretanje stanovništva
Popis/Br. stanovnika

1948=2823

1953=3168

1961=4300

1971=5772

1981=7502

1991=8347

1991н=8302

2002с=8691

2002=8626

## Znamenite ličnosti
- Rajko Mitić, poznati nogometaš i nogometni trener